# Ahfad-Universität für Frauen
Die Ahfad-Universität für Frauen (englisch Ahfad University for Women (AUW), arabisch جامعة الأحفاد للبنات, DMG Ǧāmiʿat al-Aḥfād li-l-banāt) ist eine private Universität in Omdurman, Sudan, die ausschließlich weiblichen Studierenden offensteht. Sie liegt rund 15 Kilometer nordwestlich der Hauptstadt Khartum.
Die Universität wurde 1966 gegründet mit den Zielen, Bildungsmöglichkeiten für Frauen zu schaffen, die Rolle von Frauen, besonders in der ländlichen Entwicklung, zu stärken und die Gleichberechtigung von Frauen im Sudan zu fördern. Im Studienjahr 2017–2018 hatte die Ahfad-Universität ca. 8000 eingeschriebene Studentinnen aus 29, meist afrikanischen Ländern.
Als eine der wenigen Universitäten im arabisch-islamischen Raum weisen ihre Lehrangebote einen Schwerpunkt durch gender-orientierte Lehre und Forschung auf. Neben den natur-, sozial-, agrarwissenschaftlichen und medizinischen Fakultäten besteht auch ein regionales Institut für 'Gender, Diversity, Peace and Rights'.
Trotz ihrer geringen Größe ist die AUW sehr gut international vernetzt; u. a. gibt es eine jährliche summer school in Kooperation mit der Humboldt-Universität in Berlin und der Freien Universität Berlin sowie ein reguläres Austauschprogramm, ebenfalls mit Berliner Universitäten.

## Struktur
Die AUW ist in sieben Fakultäten (schools) gegliedert:
- The School of Health Sciences (Gesundheitswissenschaften)
- The School of Psychology and Preschool Education (Psychologie und Vorschul-Erziehung)
- The School of Organizational Management (Organisationsmanagement)
- The School of Rural Extension, Education and Development (ländliche Entwicklung)
- The School of Medicine (Medizin)
- The School of Pharmacy (Pharmazeutik)
- The School of Languages (Sprachwissenschaften)

Neben undergraduate studies (Bachelorstudiengänge) werden auch 17 Masterstudiengänge und 8 Ph.D. Programme angeboten, unter anderem in Human Nutrition (menschliche Ernährung) und Gender and Development (Gender und Entwicklung).

## Absolventinnen
- Anna Lührmann (* 1983), Bundestagsabgeordnete (Bündnis 90/Die Grünen)